# Aphaenogaster takahashii
Aphaenogaster takahashii är en myrart som beskrevs av Wheeler 1930. Aphaenogaster takahashii ingår i släktet Aphaenogaster och familjen myror. Inga underarter finns listade i Catalogue of Life.